# Ducat de Bouillon
Bouillon fou un ducat de la Lorena formada per la ciutat de Bouyon (Bèlgica) i la rodalia. Esdevingué comtat hereditari amb Godofreu I; Goteló I, que era duc de Lorena, va agafar a més el títol de duc de Bouillon; el 1076 va passar a Godofreu V, el famós croat Jofré de Bouillon, fill de comte de Boulogne, que el 1095 va vendre el ducat al principat de Lieja per pagar les despeses de l'expedició a Terra Santa.
Va pertànyer als prínceps-bisbes de Lieja fins al 1482 quan Guillem de la Mark se'n va apoderar i la seva nissaga el va dominar fins al 1522 en què fou ocupat pels espanyols i retornat al príncep-bisbe. El 1552 un descendent de Guillem va recuperar el ducat i la família el va conservar-lo fins a la seva extinció el 1594 quan va passar per matrimoni a la casa de la Tour d'Auvergne.
El 1676 fou ocupada pels francesos que el 1678 la van cedir en feu al vescomte de Turena de la casa de la Tour d'Auvergne, que la van conservar fins a la revolució francesa. El 1794 es va proclamar la república i tot seguit fou annexionada a França que la va ocupar fins al 1815 quan fou entregada al Regne Unit dels Països Baixos. Després de l'escissió de Bèlgica el 1830 va quedar dins del territori d'aquest estat nou.

## Llista de comtes i ducs

### Primers comtes
- Adeldred < 800
- Renier 852-877
- Rimir 877-945

### Dinastia d'Ardennes-Verdún
- Godofreu I el Captiu (Duc de Baixa Lorena) 945-964
- Ducs de Lorena 964-1012
- Godofreu II el Jove (Duc de Baixa Lorena) 1012-1023
- Goteló I (Duc d'Alta Lorena) 1023-1044 (primer duc de Bouillon)
- Goteló II el Mandrós (Duc de Baixa Lorena) 1044-1046
- Godofreu III el Barbut (Duc de Baixa i Alta Lorena) 1046-1069
- Godofreu IV el Geperut (Duc de Baixa Lorena) 1069-1076

### Dinastia de Boulogne
- Godofreu V (Duc de Baixa Lorena 1087-1099, Duc de Brabant 1095-1099) 1076-1095, conegut simplement per Jofré de Bouillon
- Venut al principat de Lieja 1095, el conservarà fins al 1482

### Prínceps-Bisbes de Lieja
- Otbert de Lieja, 1095 - 1119
- Frederic de Namur, 1119 - 1121
- Alberó I de Lovaina, 1122 - 1128
- Alexandre I, 1128 - 1135
- Alberó II de Chiny-Namur, 1135 - 1145
- Enric II de Leez, 1145 - 1164
- Alexandre II, 1164 - 1167
- Raúl de Zähringen, 1167 - 1191
- Albert de Lovaina, 1191 - 1192
- Lotari d'Hochstaden, 1192 - 1193
- Simó de Limburg, 1193 - 1195
- Albert de Cuyck, 1195 - 1200
- Hug de Pierrepont, 1200 - 1229
- Joan d'Eppes, 1229 - 1238
  - Guillem de Savoia, 1238 - 1239
  - Otó d'Eberstein, 1238 - 1240
- Robert de Thourotte, 1240 - 1246
- Enric de Gueldre, 1247 - 1274
- Joan d'Enghien, 1274 - 1281
- Joan de Flandes, 1282 - 1291
  - 1291 - 1296, sede vacante
- Hug III de Chalon, 1296 - 1301
- Adolf II de Waldeck, 1301 - 1302
- Teobald de Bar, 1302 - 1312
- Adolf van der Mark, 1313 - 1344
- Englebert van der Mark, 1345 - 1364
- Joan d'Arkel, 1364 - 1378
- Arnold d'Horne, 1378 - 1389
- Joan III de Baviera, 1389 - 1418
- Joan de Wallenrode, 1418 - 1419
- Joan de Heinsberg, 1419 - 1455
- Lluís de Borbó 1456 - 1482

### Dinastia dela Mark
- Guillem de la Mark 1482-1485
- Erard d'Arenberg-Mark 1485-1492
- Joan d'Horne 1492-1496, príncep-bisbe de Lieja
- Robert III de la Mark 1496-1522
- Al principat de Lieja 1522-1552
  - Erard de la Mark 1522-1538
  - Corneli de Berghes, 1538 - 1544
  - Jordi d'Àustria, 1544 - 1552
- Robert IV de la Mark 1552-1556
- Enric Robert 1556-1574
- Carlota 1574-1594

### Dinastia de la Tour d'Auvergne
- Enric de la Tour d'Auvergne (consort 1591-1594) 1504-1623
- Frederic Maurici Casimir 1623-1652
- Godofreu Maurici 1652-1676 (nominal fins al 1721)
- A França 1676-1794
  - Manel Teodosi 1678-1730 (vescomte de Turena)
  - Carles Godofreu 1730-1771
  - Godofreu Carles Enric 1771-1792
  - Jaume Leopold Carles Godofreu 1792-1794

- República 1794-1795
- Annexió a França 1795-1815
- Al Regne Unit dels Països Baixos 1815-1830
- A Bèlgica 1830